# Cerkiew św. Sergiusza z Radoneża w Wiekszniach
Cerkiew św. Sergiusza z Radoneża – parafialna cerkiew prawosławna w Wiekszniach, wzniesiona w 1868. 

## Historia
Budowa cerkwi w Wiekszniach była związana z przybyciem do miejscowości w 1866 pierwszych osadników narodowości rosyjskiej. Początkowo dla przybyłych prawosławnych urządzono tymczasową kaplicę św. Sergiusza z Radoneża w jednym z prywatnych domów. Murowana cerkiew powstała w latach 1871–1875, zyskując automatycznie status parafialnej. Większość pieniędzy potrzebnych na budowę przekazało kowieńskie Bractwo św. Mikołaja. W czerwcu 1871 ikonę św. Piotra podarował dla cerkwi następca tronu rosyjskiego Aleksander. Cerkiew została poświęcona 20 czerwca 1875. Urządzenie wnętrza obiektu było możliwe dzięki wpłatom prywatnych ofiarodawców w pierwszych latach istnienia parafii w Wiekszniach. 
Już w 1891 konieczny był kapitalny remont obiektu, natomiast położona nad przedsionkiem cerkiewna dzwonnica została wzniesiona od nowa. W czasie I wojny światowej w świątyni nie odbywały się żadne nabożeństwa. W latach 1933–1934 budynek ponownie został wyremontowany i podłączony do sieci energetycznej. Mimo represji ze strony władz stalinowskich po wejściu Armii Czerwonej do Wiekszni, nabożeństwa odbywały się przez cały okres II wojny światowej. Ważnym wydarzeniem w życiu obiektu w tym okresie było czasowe przechowywanie w cerkwi relikwii św. Nikity Nowogrodzkiego, jego matki Anny oraz książąt Włodzimierza i Fiodora Nowogrodzkich. W 1944 budynek ucierpiał w czasie walk o Wieksznie, w latach 1946–1947 był odbudowywany, nieczynny. Po tym czasie został ponownie poświęcony. Kolejne prace remontowe były podejmowane w latach 50. XX wieku i w 1970. 

## Architektura
Cerkiew w Wiekszniach jest trójdzielna, orientowana. Wejście do budynku prowadzi przez przedsionek, ponad którym wznosi się ostro zakończona dzwonnica. Główna nawa jest kwadratowa, z dwiema kaplicami bocznymi, wyodrębnione prezbiterium ma półkolisty kształt. W kaplicach znajdują się po dwa półkoliste okna z ozdobnymi obramowaniami. Poniżej poziomu dachu cały obiekt otacza fryz. Ponad nawą wzniesiona została pojedyncza cebulasta kopuła na ośmiobocznym bębnie. Trzy półkoliste okna znajdują się także w prezbiterium. 
Wnętrze malowane na biało i niebiesko. Zachowany dziewiętnastowieczny dwurzędowy ikonostas oraz dwie dodatkowe, boczne ikony. 